# Massacre de Kamani

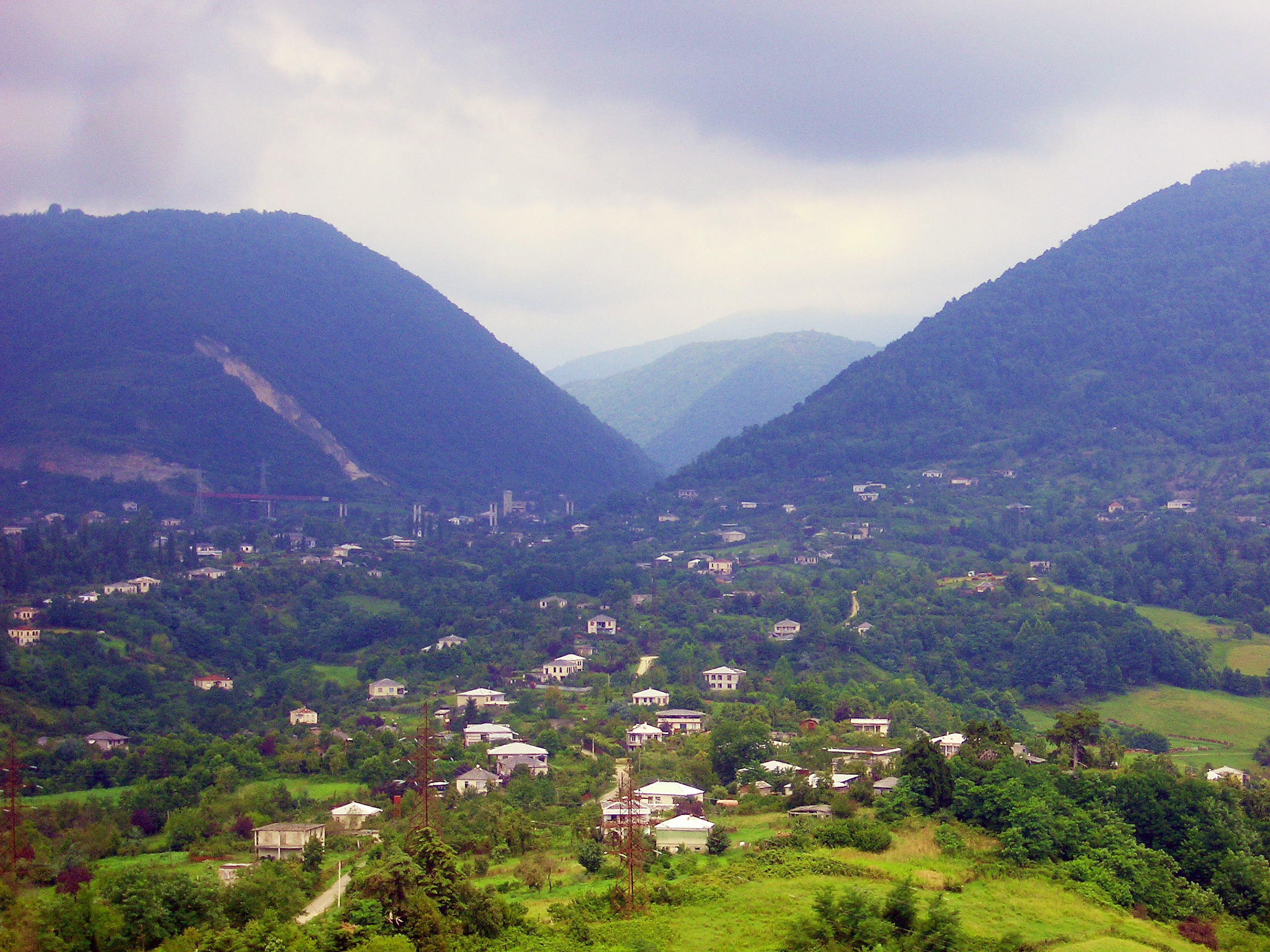
Le village de Kamani se situe en Abkhazie centrale

Le massacre de Kamani se déroula le 9 juillet 1993 durant le conflit abkhazo-géorgien. Il fut perpétré contre les habitants géorgiens de Kamani (un petit village situé au nord de Sokhoumi, en Abkhazie), principalement par les milices armées des séparatistes abkhazes et leurs alliés de Russie et de la Confédération des Peuples des Montagnes du Nord-Caucase (CPMNC). Cet acte devint une partie de la campagne sanglante des sécessionnistes, connu sous le nom de nettoyage ethnique des Géorgiens en Abkhazie.

## Contexte
Durant la Guerre d'Abkhazie (1992-1993), les villages des alentours de la rivière Goumista (nord et est de Sokhoumi), tels que Kamani, Chroma et Atchadare, étaient principalement peuplés par des Géorgiens.
Toutefois, la région était très importante stratégiquement car elle permettait aux unités motorisées d'atteindre Sokhoumi, la capitale de la république autonome. Après la tentative échouée de prendre Sokhoumi par l'ouest, les formations abkhazes et leurs alliés dévièrent leur offensive sur les côtés nord et est de la ville. Le 2 juillet 1993, sous les directives militaires russes et sous un support naval, les Abkhazes et leurs alliés (CPMNC) arrivèrent à Otchamtchira et attaquèrent les villages de la région de la rivière Goumista. La Garde nationale géorgienne, des unités de volontaires et des bataillons constitués de civils furent pris par surprise. Le côté géorgien n'espérait en effet pas une attaque ennemie des flancs nord et est de Sokhoumi. Pour cette raison, la bataille fut sanglante et les Géorgiens perdirent 500 hommes en près d'une heure de combat. La barrière défensive de Sokhoumi fut également brisée et le 5 juillet, les détachements abkhazes, russes et nord-caucasiens et le Bataillon Bagramian (Arméniens) pilonnèrent les villages d'Akhalcheni, Gouma et Chroma (district de Sokhoumi). Les résidents de ces villages furent alignés et massacrés. La dernière offensive se déroula le 9 juillet dans le village de Kamani. Kamani était un village svane (les Svanes sont, avec les Mingréliens, la principale ethnie géorgienne vivant en Abkhazie) qui contenait une église orthodoxe (nommée d'après Saint Georges de Lydda) et un couvent habité par des prêtres et des nones).

## Déroulement

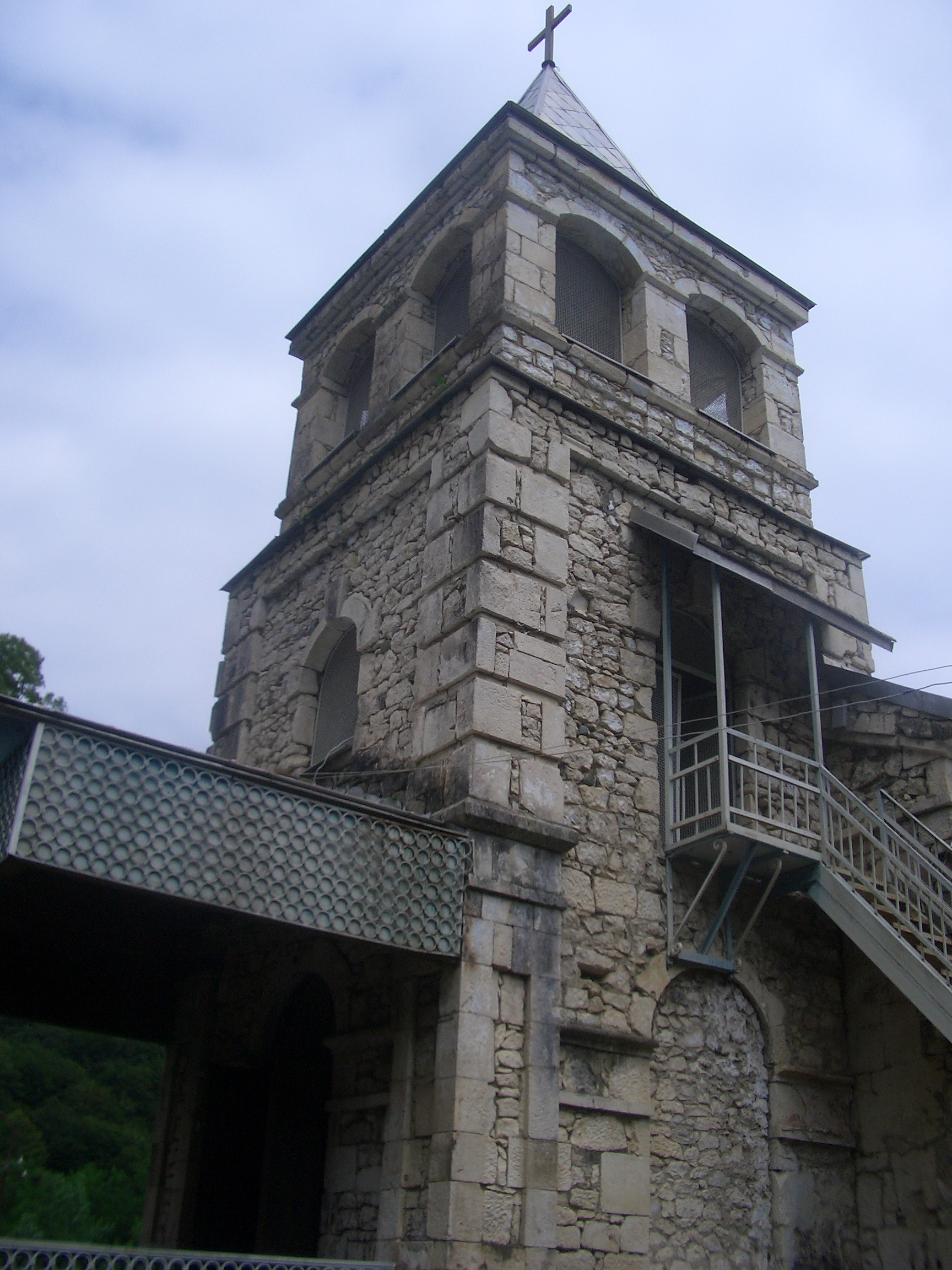
L'église Saint-Georges de Kamani

Les forces géorgiennes, qui protégeaient les routes de la région de Kamani, furent détruites dans la matinée du 9 juillet, après quoi le village fut pris à 10h00 (heure locale). En deux heures, le village tomba aux mains des séparatistes et de leurs alliés. Bientôt, les Abkhazes commencèrent une terrible persécution contre les habitants de Kamani. Les femmes, les enfants et les personnes âgées furent torturés, violés et massacrés durant les deux journées de violence. L'église et le couvent du village devinrent des scènes de bains de sang. Les nonnes furent tuées après avoir été violées devant les prêtres orthodoxes, parmi lesquels faisaient partie les Pères Youri Anoua et Andria (les chefs du couvent). Après avoir été témoins des massacres des nonnes, les prêtres géorgiens furent emmenés dehors et interrogés alors qu'ils étaient agenouillés.
« Ils ont questionné Père Andira sur la propriété de l'Abkhazie. Il refusa de répondre. Ils l'ont questionné à plusieurs reprises et il abandonna finalement en disant : l'Abkhazie, comme le reste du monde, appartient à Dieu. Ils lui tirèrent dessus juste après. Auparavant, ils forcèrent un jeune prêtre abkhaze de le tuer, mais il refusa. Il fut tué devant les autres prêtres géorgiens. Ils laissèrent leurs corps près de l'église et quittèrent le terrain. »

## Conséquences
Après les évènements de juillet 1993, Kamani resta complètement inhabitée et toutes les maisons du village furent abandonnées par les survivants du massacre. Après être entré en possession de cette région stratégique, les Abkhazes et leurs alliés lancèrent une large offensive sur Soukhoumi, qui était désormais encerclée par les forces sécessionnistes. La ville tombera le 27 septembre 1993.